# О (кана)
お в хирагане и オ в катакане — символы японской каны, используемые для записи ровно одной моры. В современном японском языке находится на пятом месте в слоговой азбуке, после え и перед か.

## Происхождение
お и オ появились в результате упрощённого написания кандзи 於.

## Фонетика и транскрипция
お и オ соответствуют звуку /o/ в Международном фонетическом алфавите. В системе Поливанова соответствуют кириллическому «о», поэтому при транскрибировании японских слов на русский язык お и オ записываются как «о».
お, кроме непосредственного произношения и написания как «о», также иногда может удлинять звучание предыдущего слога, оканчивающегося на «о», при транскрибировании японских слов на русский язык это оформляется либо с помощью макрона (о̄), либо двоеточием (о:), хотя чаще слоги, оканчивающиеся на «о», удлиняются с помощью う.

## Написание
|  |  |

Знак хираганы «お» записывается с помощью трех штрихов:
1. горизонтальная линия слева направо;
2. штрих, состоящий из вертикальной линии, маленькой диагональной линии, идущей вверх и влево и кривая линия, идущая направо и вниз;
3. маленький изогнутый штрих справа.

Знак катаканы «オ» записывается с помощью трех штрихов:
1. сверху пишется горизонтальный штрих, идущий слева направо;
2. вертикальный штрих, проходящий через первый, с маленьким крючком, направленным влево на конце;
3. на пересечении первых двух штрихов пишется линия, направленная вниз и влево.

## Коды символов вкодировках
- Юникод:
  - お: U+304A,
  - オ: U+30AA.